# Lőrinci
Lőrinci − miasto na Węgrzech, w Komitacie Heves, w powiecie Hatvan.